# アリサ・クレイバノワ
アリサ・ミハイロヴナ・クレイバノワ（Alisa Kleybanova, ロシア語: Алиса Михаиловна Клейбанова, 1989年7月15日 - ）は、ロシア・モスクワ出身の女子プロテニス選手。これまでにWTAツアーでシングルス2勝、ダブルス5勝を挙げる。自己最高位はシングルス20位、ダブルス10位。身長181cm、体重72kgの長身選手。サービスと両手打ちのバックハンド・ストロークを武器にする。

## 来歴
クレイバノワは4歳からテニスを始め、最初の9年間は母親の指導を受けた。2003年8月にプロ入り。ジュニア選手のトーナメントに出ていた頃、ウィンブルドンジュニア女子ダブルス部門で2003年・2006年の2度優勝した。4年間女子ツアー下部組織の大会を回った後、2008年全豪オープンで4大大会に初出場を果たす。最初の挑戦で予選会3試合を勝ち抜き、本戦1回戦で彭帥（中国）に 7-5, 4-6, 9-7 で競り勝ち、アンナ・チャクベタゼ（同じロシアの選手）との2回戦に進出した。半年後のウィンブルドンでさらなる躍進を見せ、ビーナス・ウィリアムズとの4回戦に勝ち進む。
2009年全豪オープンで、クレイバノワは初めて「第29シード」に選ばれ、3回戦で第5シードのアナ・イバノビッチ（セルビア）を 7-5, 6-7, 6-2 で倒す勝利を挙げた。初進出の4回戦では、地元オーストラリアのエレナ・ドキッチに 5-7, 7-5, 6-8 で敗れた。4月下旬のモロッコ・フェズ大会で、クレイバノワは同じロシアのエカテリーナ・マカロワとダブルスを組み、決勝でマリア・キリレンコ&ソラナ・チルステア（ルーマニア）組を破ってツアー初優勝を果たす。6月のウィンブルドン女子ダブルスでマカロワと組んでベスト8に入った後、ハンガリーの「ブダペスト・オープン」でモニカ・ニクレスク（ルーマニア）と組んでダブルス2勝目を挙げる。クレイバノワとマカロワは、全米オープン女子ダブルスでベスト4に入り、ビーナスとセリーナのウィリアムズ姉妹組に 6-7(4-7), 6-3, 2-6 で敗れた。
2010年2月下旬のマレーシア・クアラルンプール大会で、クレイバノワはシングルス決勝で同じロシアの先輩選手エレーナ・デメンチェワを 6-3, 6-2 で破り、女子ツアーでシングルス初優勝を果たした。9月の韓国オープンで2勝目を挙げた。
2011年はブリスベン大会とエストリル大会でダブルス2勝を挙げたが、全仏オープンとウィンブルドンを病気のため欠場した。7月に悪性リンパ腫の一種であるホジキンリンパ腫であることを公表しイタリアで療養した。2012年3月のソニー・エリクソン・オープンで復帰し1回戦でヨハンナ・ラーソンを 2-6, 6-3, 6-2 で破り8カ月ぶりの勝利を挙げた。2回戦でマリア・キリレンコに 6-7(1), 3-6 で敗れた。2012年の大会出場はこの1大会だけである。
全米オープンで2年ぶりに4大大会に出場した。1回戦でモニカ・プイグを 6-4, 3-6, 7-5 で破り初戦を突破した。2回戦でエレナ・ヤンコビッチに 3-6, 2-6 で敗れた。地元のクレムリン・カップではベスト8に進出しクレイバノワは2013年のWTAアワードカムバック賞を受賞している。
近年は女子ツアー下部大会でプレーしている。

## WTAツアー決勝進出結果

### シングルス: 3回 (2勝1敗)
| 大会グレード          | 大会グレード                 |
| 2008年以前            | 2009年以後                   |
| --------------------- | ---------------------------- |
| グランドスラム (0–0)  |                              |
| WTAファイナルズ (0–0) |                              |
| ティア I (0–0)        | プレミア・マンダトリー (0-0) |
| ティア I (0–0)        | プレミア5 (0-0)              |
|                       | WTAチャンピオンズ (0–1)      |
| ティア II (0–0)       | プレミア (0–0)               |
| ティア III (0–0)      | インターナショナル (2–0)     |
| ティア IV ＆ V (0–0)  | インターナショナル (2–0)     |

| 結果   | No. | 決勝日        | 大会             | サーフェス    | 対戦相手               | スコア      |
| ------ | --- | ------------- | ---------------- | ------------- | ---------------------- | ----------- |
| 優勝   | 1.  | 2010年2月28日 | クアラルンプール | ハード        | エレーナ・デメンチェワ | 6–3, 6–2    |
| 優勝   | 2.  | 2010年9月26日 | ソウル           | ハード        | クララ・ザコパロバ     | 6–1, 6–3    |
| 準優勝 | 1.  | 2010年11月7日 | バリ             | ハード (室内) | アナ・イバノビッチ     | 2–6, 6–7(5) |

### ダブルス: 6回 (5勝1敗)
| 結果   | No. | 決勝日        | 大会       | サーフェス | パートナー                       | 対戦相手                                            | スコア           |
| ------ | --- | ------------- | ---------- | ---------- | -------------------------------- | --------------------------------------------------- | ---------------- |
| 準優勝 | 1.  | 2008年5月4日  | フェズ     | クレー     | エカテリーナ・マカロワ           | ソラナ・チルステア アナスタシア・パブリュチェンコワ | 2-6, 2–6         |
| 優勝   | 1.  | 2009年5月2日  | フェズ     | クレー     | エカテリーナ・マカロワ           | ソラナ・チルステア マリア・キリレンコ               | 6–3, 2–6, [10–8] |
| 優勝   | 2.  | 2009年7月12日 | ブダペスト | クレー     | モニカ・ニクレスク               | アリョーナ・ボンダレンコ カテリナ・ボンダレンコ     | 6–4, 7–6(5)      |
| 優勝   | 3.  | 2009年10月3日 | 東京       | ハード     | フランチェスカ・スキアボーネ     | ダニエラ・ハンチェコバ 杉山愛                       | 6–4, 6–2         |
| 優勝   | 4.  | 2011年1月8日  | ブリスベン | ハード     | アナスタシア・パブリュチェンコワ | クラウディア・ヤンス アリシア・ロソルスカ           | 6–3, 7–5         |
| 優勝   | 5.  | 2011年4月30日 | エストリル | クレー     | ガリナ・ボスコボワ               | エレニ・ダニリドゥ ミハエラ・クライチェク           | 6–4, 6–2         |

## 4大大会シングルス成績
略語の説明
| W | F | SF | QF | #R | RR | Q# | LQ | A | Z# | PO | G | S | B | NMS | P | NH |

W=優勝, F=準優勝, SF=ベスト4, QF=ベスト8, #R=#回戦敗退, RR=ラウンドロビン敗退, Q#=予選#回戦敗退, LQ=予選敗退, A=大会不参加, Z#=デビスカップ/BJKカップ地域ゾーン, PO=デビスカップ/BJKカッププレーオフ, G=オリンピック金メダル, S=オリンピック銀メダル, B=オリンピック銅メダル, NMS=マスターズシリーズから降格, P=開催延期, NH=開催なし.
| 大会           | 2008 | 2009 | 2010 | 2011 | 2012 | 2013 | 2014 | 通算成績 |
| -------------- | ---- | ---- | ---- | ---- | ---- | ---- | ---- | -------- |
| 全豪オープン   | 2R   | 4R   | 3R   | 2R   | A    | A    | A    | 7–4      |
| 全仏オープン   | 2R   | 1R   | 3R   | A    | A    | A    | 1R   | 3–4      |
| ウィンブルドン | 4R   | 2R   | 3R   | A    | A    | A    | 1R   | 6–4      |
| 全米オープン   | 2R   | 1R   | 2R   | A    | A    | 2R   | A    | 3–4      |